# Монастыри цистерцианцев в Баварии

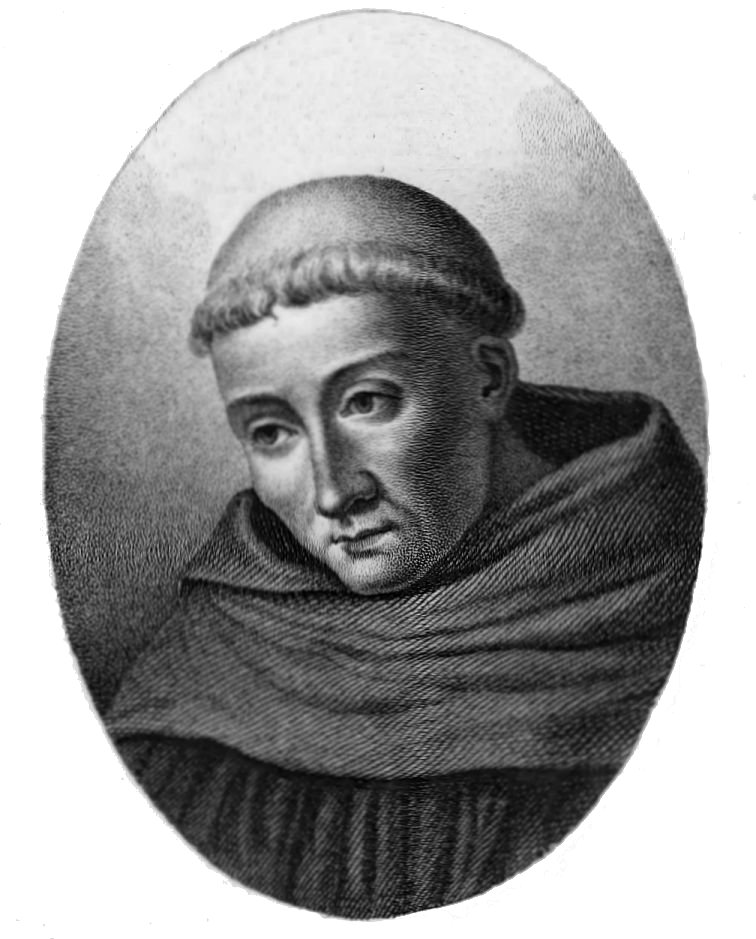
Св. Бернард Клервоский

Монастыри цистерцианцев в Баварии представляли собой ряд монастырей, образованных монахами, причисляющими себя к ордену Цистерцианцев. После секуляризации, проведённой в начале XIX века, монастыри перестали существовать.

## История
Орден цистерцианцев был основан в Бургундии в Cîteaux (1098) с целью возродить быт монахов в его первоначальном виде — уединение от мира, простота литургии, аскетический образ жизни, а также занятия физическим трудом и проповедничество.
Орден цистерцианцев, членами которых были как мужчины, так и женщины, следовавшими особенно жёстким правилам в своём служении, поведении и работе, произошёл из ордена монахов-бенедиктинцев в римско-католической церкви как Familia Cisterciensis.
Цистерцианцами называли себя монахи и монахини, следующие традициям, введённым в монашеский обиход в «Новом монастыре» «Neuklosters» во Франции.
Первым аббатом монастыря стал в 1115 году Бернард Клервоский, известный как один из наиболее ортодоксальных монахов Средневековья. Он же придумал правила (1113). Учитывая его роль в создании ордена, в некоторых странах цистерцианцев принято называть бернардинцами.

## Характерные особенности монастырей цистерцианцев
Монастыри основывались вдали от крупных людских поселений. Цистерцианцы отвергали основанный на земельной ренте средневековый способ производства, считая его мирским занятием. Поэтому все хозяйственные вопросы у них решались нанятыми специалистами, не имевшими отношения к монастырю. Эти требования нашли своё отражение и в архитектуре, которая имела весьма скромный, но одновременно монументальный характер. Башни были недопустимы, а церковное помещение делилось на хор (центральный неф) для монахов и боковые нефы для прихожан. Такое разделение молящихся подчеркивалось базиликальной формой здания, поскольку у базилик боковые нефы имеют более низкие своды.

## Монастыри

### Эбрахский монастырь

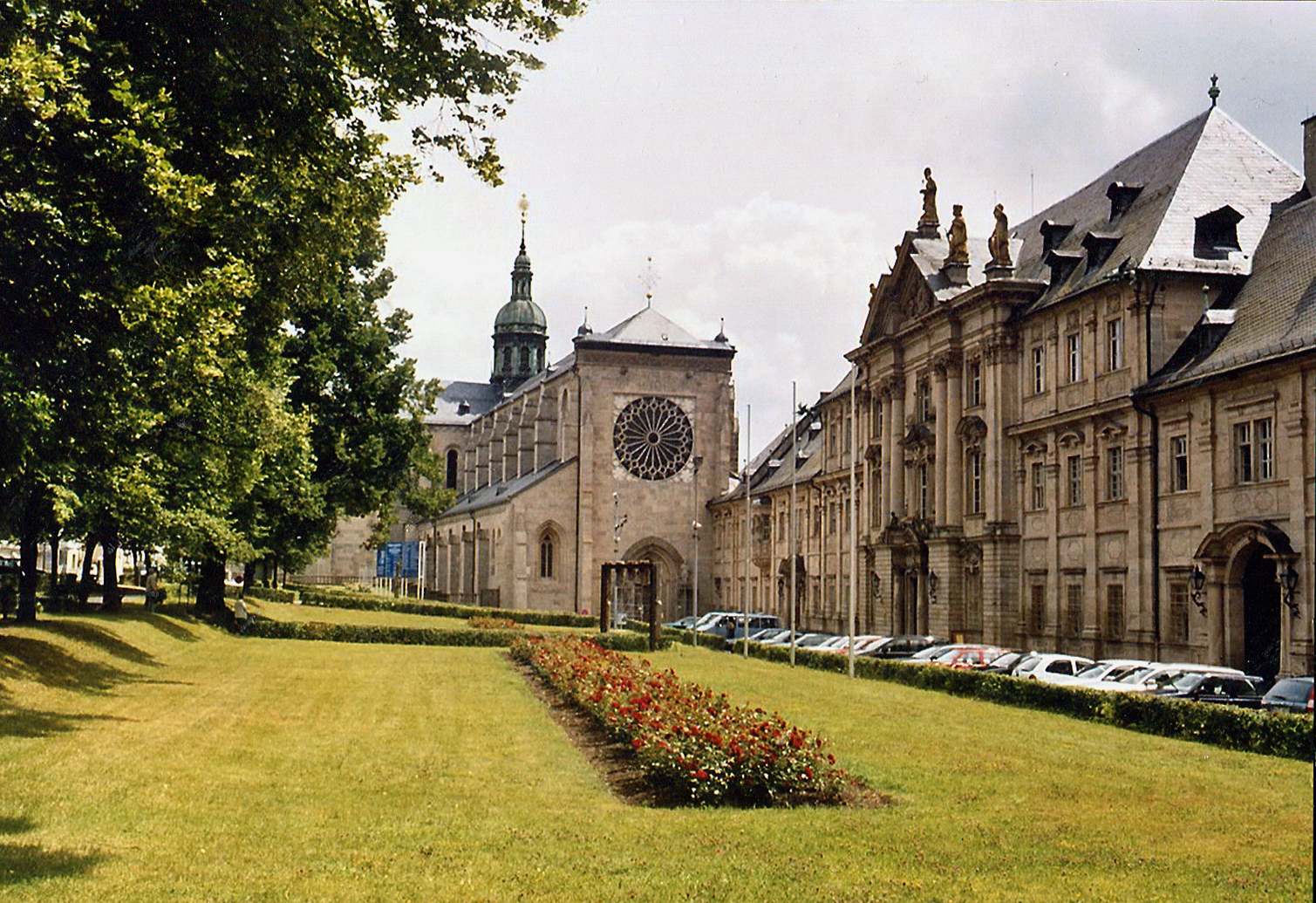
Эбрахский монастырь. Общий вид

Монастырь представляет собою старейшее и наиболее значительное сооружение, построенное для монахов -цистерцианцев во Франконии. Более того, это первый к востоку от Рейна монастырь этого ордена. Он был основан в 1127 г. монахами из Моримонда, четвёртого филиала монастыря в Citeaux. Но со временем первоначальный аскетизм ослаб, что, как это видно в Эбрахе, сказалось на внутреннем убранстве церкви.

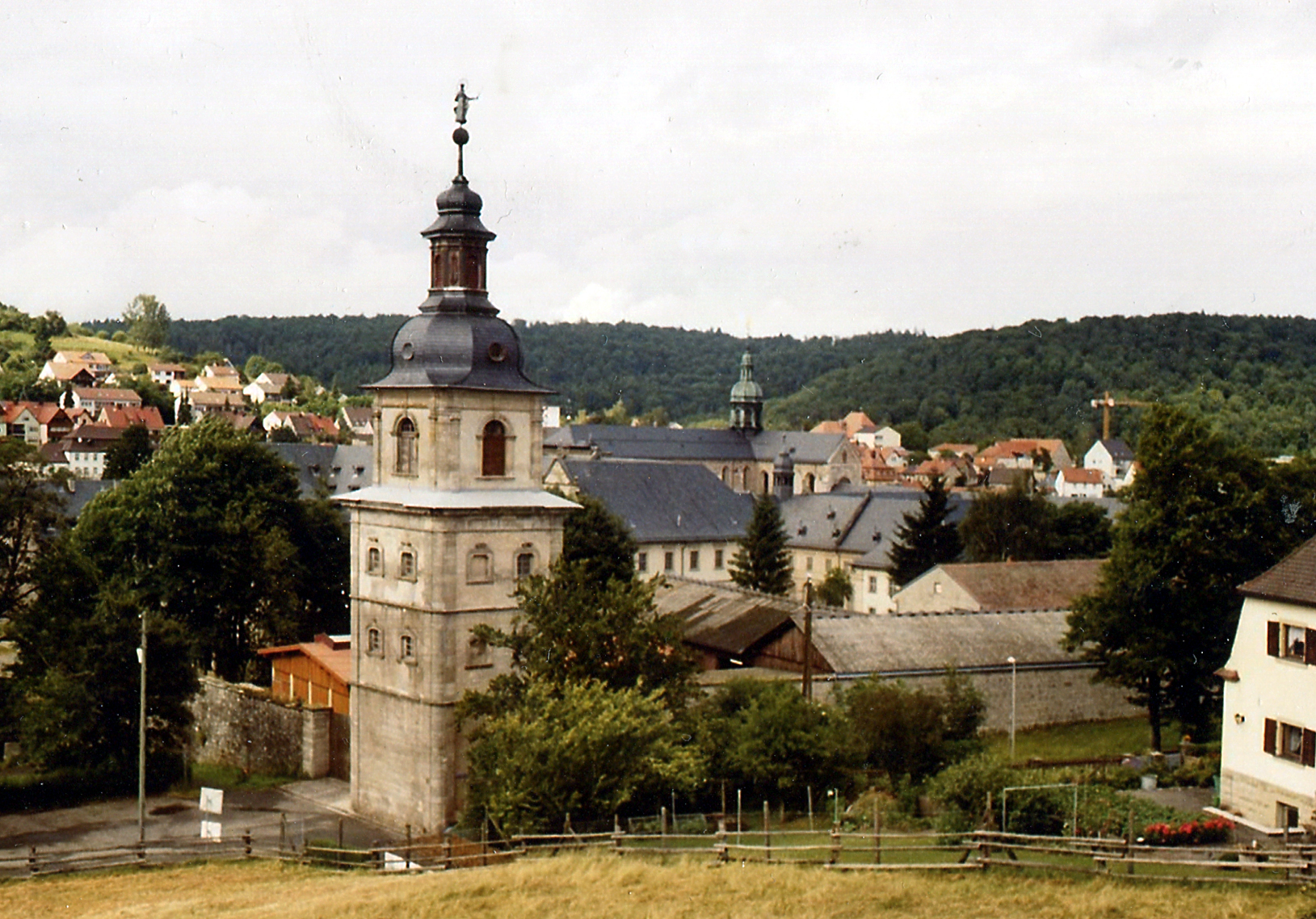
Эбрах

По словам знатоков архитектуры это — «Наиболее изящная постройка в стиле ранней готики чисто германского происхождения». Он производит сильное впечатление не только совершенством форм, но и своими размерами Внешний вид здания мало изменился со времен постройки. Среди храмов в стиле барокко интерьер церкви монастыря отличается совершенно иным цветовым решением. Не менее оригинальна и настенная пластика: " Святой Непомук в окружении ангелов и «Чудо в Троицу».

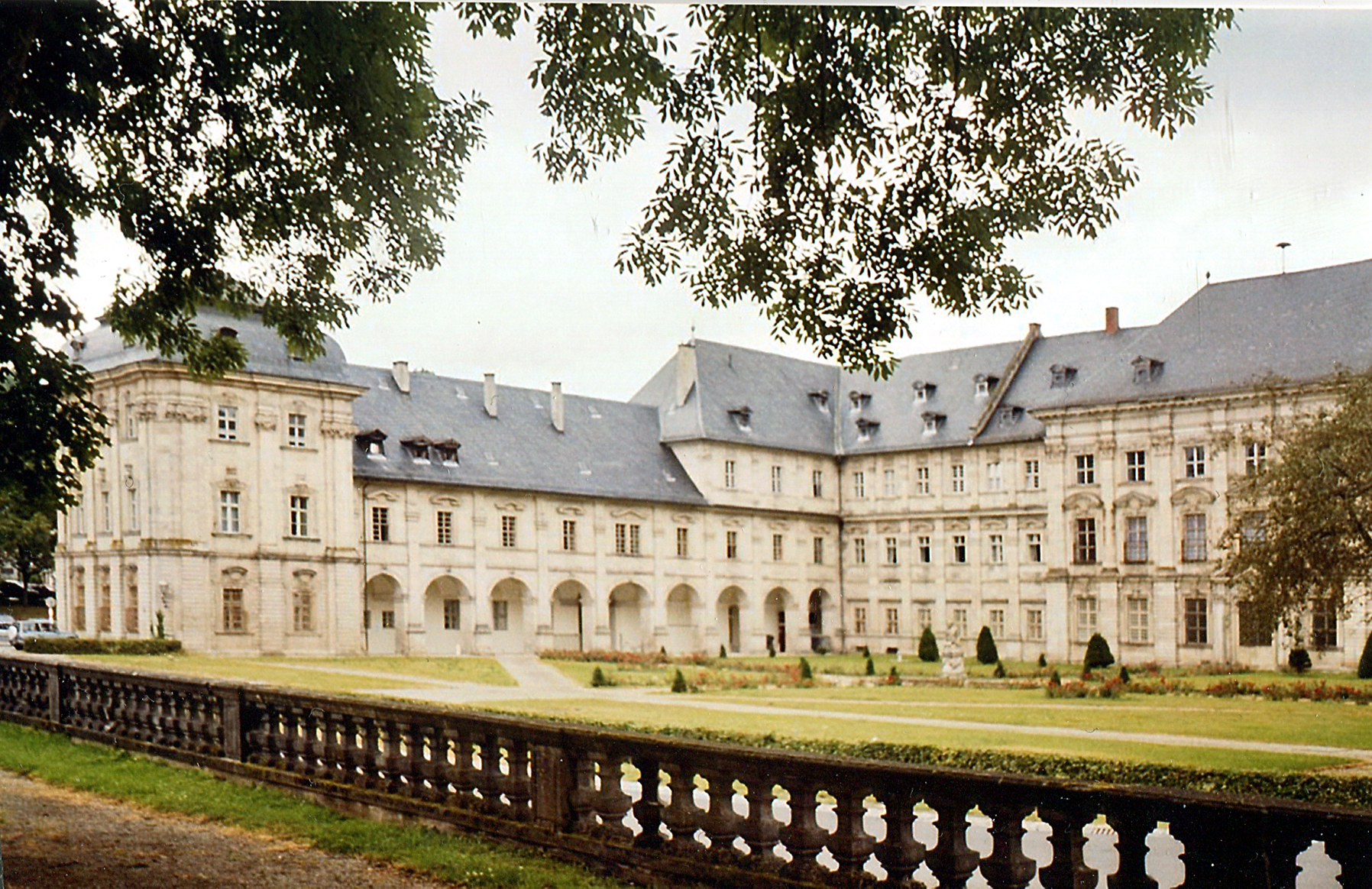
Монастырь с W
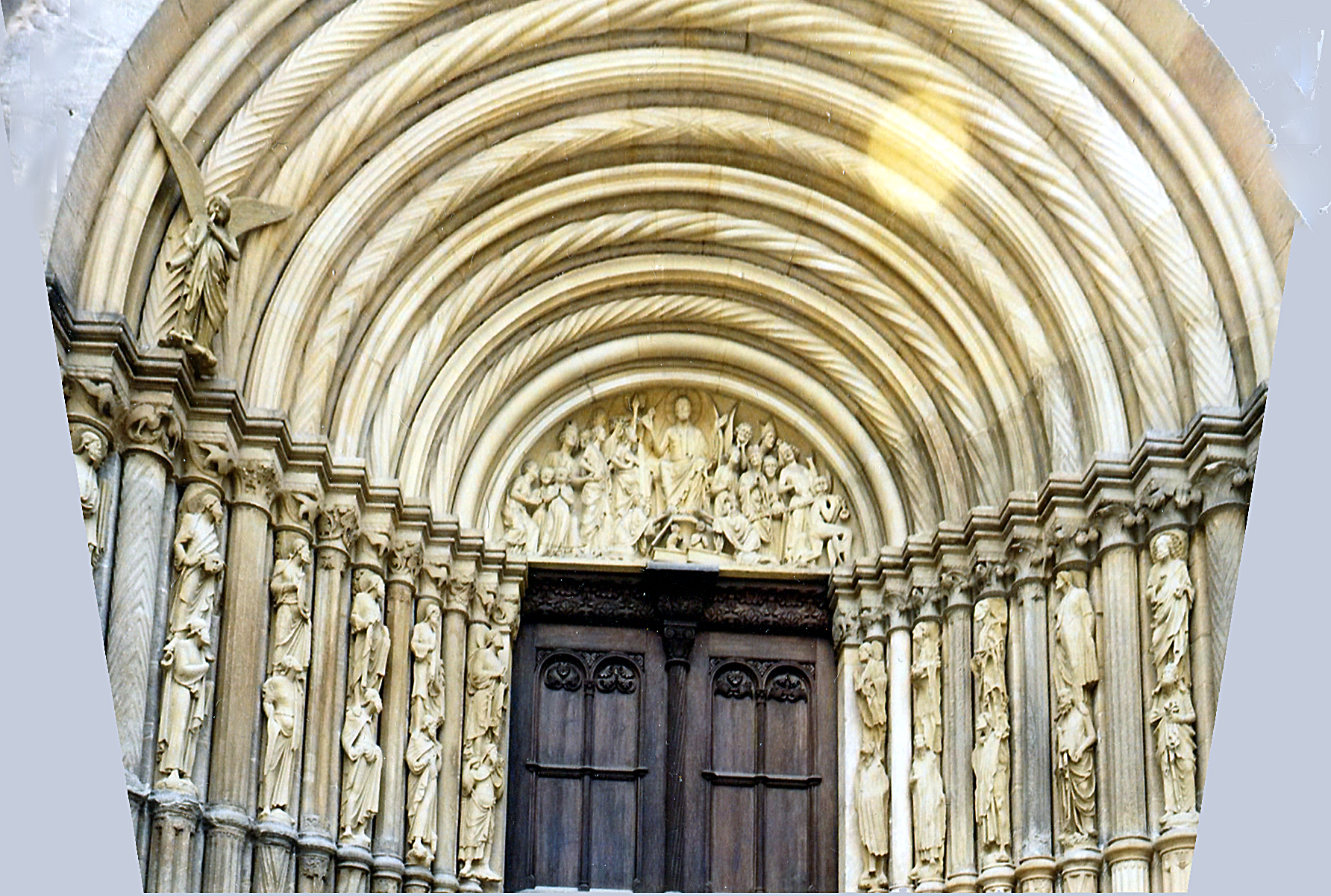
Портал собора.
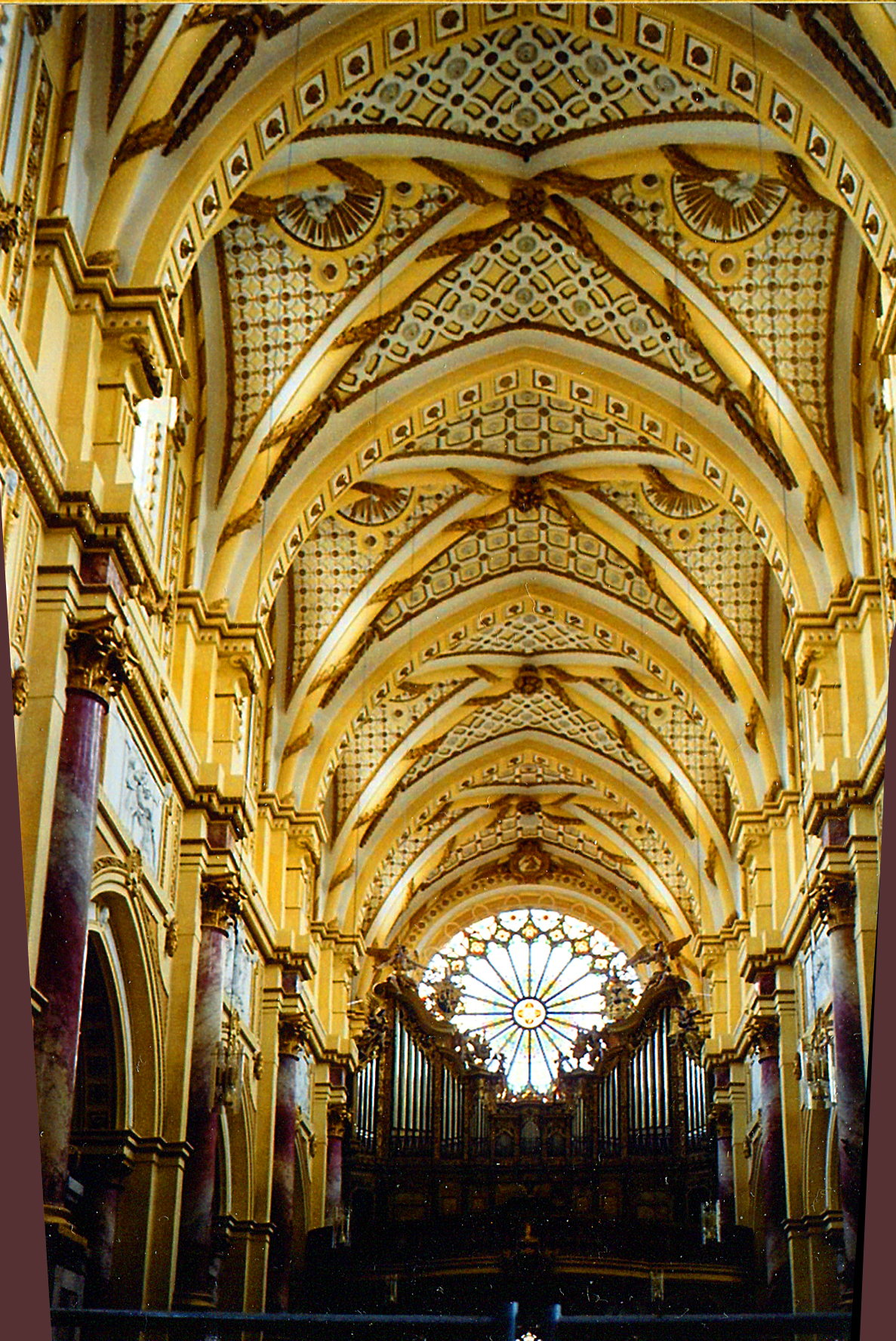
Интерьер собора.

### Монастырь Вальдзассен

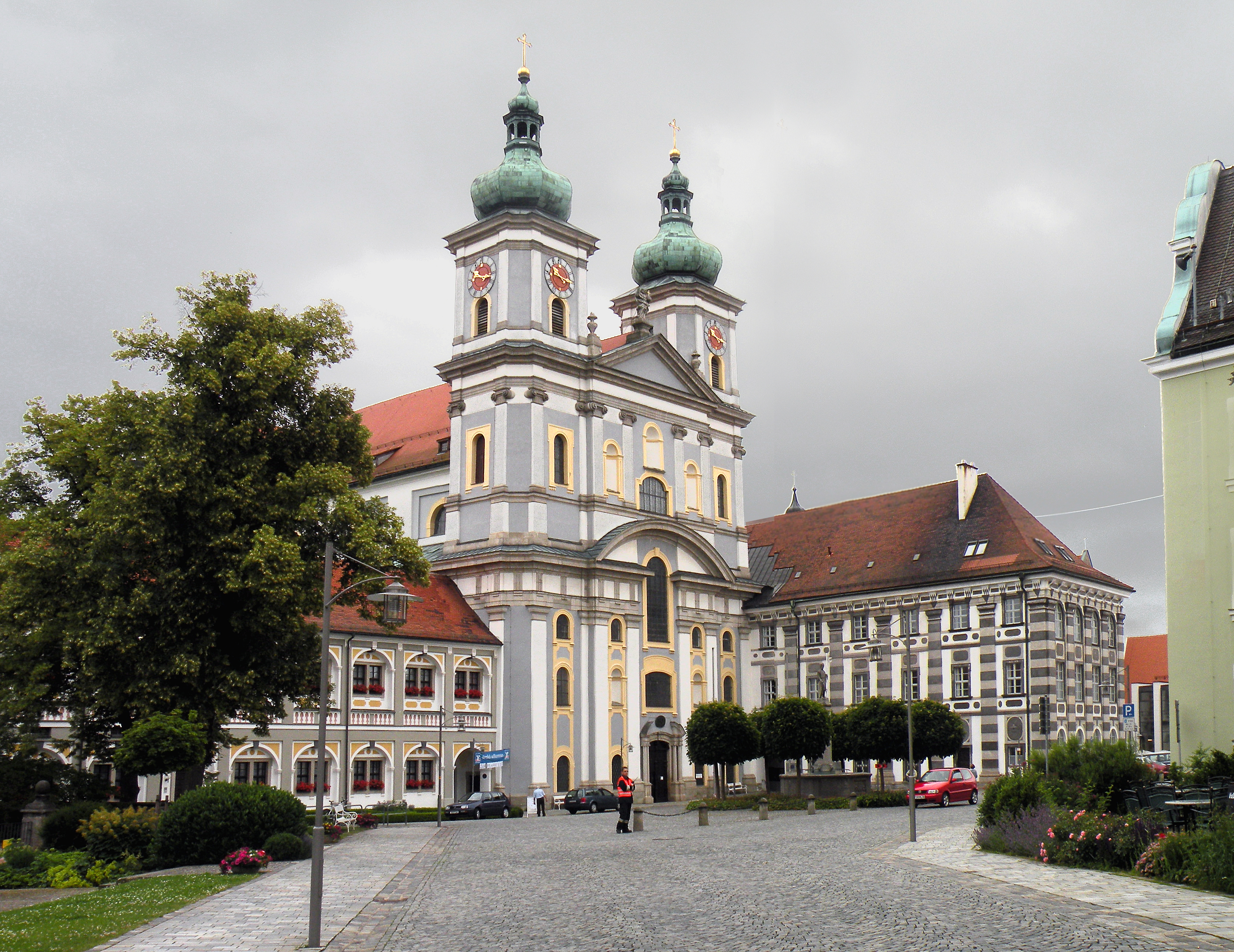
Монастырь Вальдзассен.

Монастырь основан в 1131 в малонаселённой лесистой местности в 22 км к востоку от одновременно возникшего поселения Вальдзассен . Название его буквально переводится как «поселение в лесу». Сейчас эта местность известна как Фихтельгебирге (Fichtelgebirge) то есть «Горы, покрытые хвойными лесами». В римские времена леса современной Германии преимущественно были образованы лиственными породами . Однако хозяйственная деятельность человека за несколько столетий привела почти повсеместно к их вырубке. На их месте возникла вторичная, преимущественно быстро растущая хвойная лесная поросль .
В этой, тогда дикой и ненаселённой местности в среднем течении реки Вондреб (Wondreb), Маркграф Дипольд III (Diepold III) из Фобурга-Кама (Vohburg-Cham,1099-1146) собрал монахов-бернардинцев с целью создания монастыря, на помощь которого он рассчитывал в деле колонизации этого края. Монахи были взяты из недавно организованного (1131) монастыря в Фолькенрода (Volkenroda,Тюрингия), имевшего филиалы в Моримонде (Morimond), Камп/Нидеррейне (Kamp/Niederrhein), Фолькенроде (Volkenroda). Энергично взявшиеся за вырубку лесов и обработку земли, монахи благоустроили местность. После пресечения рода Дипольдингеров при короле Конраде III монастырь перешёл в госсобственность (1146) и получил весомые привилегии и при папе Люциусе III подпал под покровительство Рима.

 
В 1430 и 1433 толпы гуситов захватили и разграбили монастырь. Такие же невзгоды выпали на долю монастыря во время войны за ландсхутское наследство. В особенности ухудшилось положение монастыря после его перехода его в 1537 году под руководство мирской администрации. А в 1556 году, после перехода местности в протестантизм, монастырь был упразднён. После окончания Тридцатилетней войны начался процесс рекатолизации, в котором активную роль играли иезуиты. Аббат монастыря цистерзингеров Мартин Далмайер (Martin Dallmayr, 1640-1690) испросил в 1651 году у курфюрста Максимилиана разрешение на восстановление монастыря для монахов своего ордена. В 1681 году началось строительство церкви и монастырских помещений. Вскоре в Вальдзассене при монастыре создался духовный и хозяйственный центр северного Оберпфальца. В 1803 году в результате секуляризации монастыря был закрыт. В помещении разместилась фабрика по производству ситцевых тканей. По окончании работы фабрики магистрат Вальдзассена обратился к епископу Регенсбурга с просьбой восстановить монастырь. В результате в Вальдзассене был организован филиал женского монастыря, расположенного в Зелигентале (Seligenthal) под Ландсхутом. При монастыре был основан интернат и школа для девочек. В 1925 году монастырь преобразован в аббатство.

#### Базилика монастыря

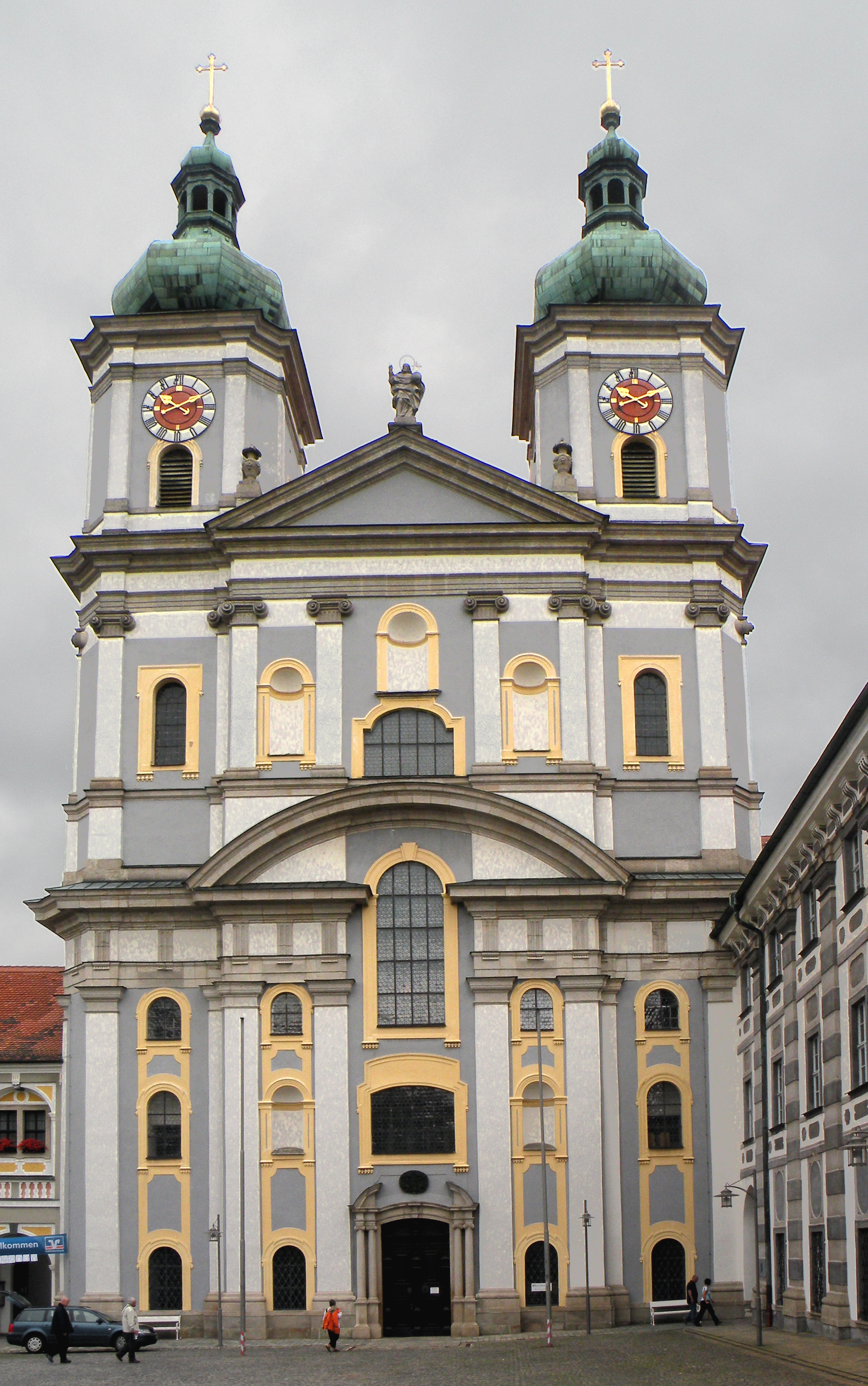
Базилика монастыря в Вальдзассене

Была построена в 1682-1704 годах. В постройке принимали участие архитектор Георг Динценхофер и Джиовани Батиста Карлоне, известный автор интерьера собора в Пассау.

#### Библиотека

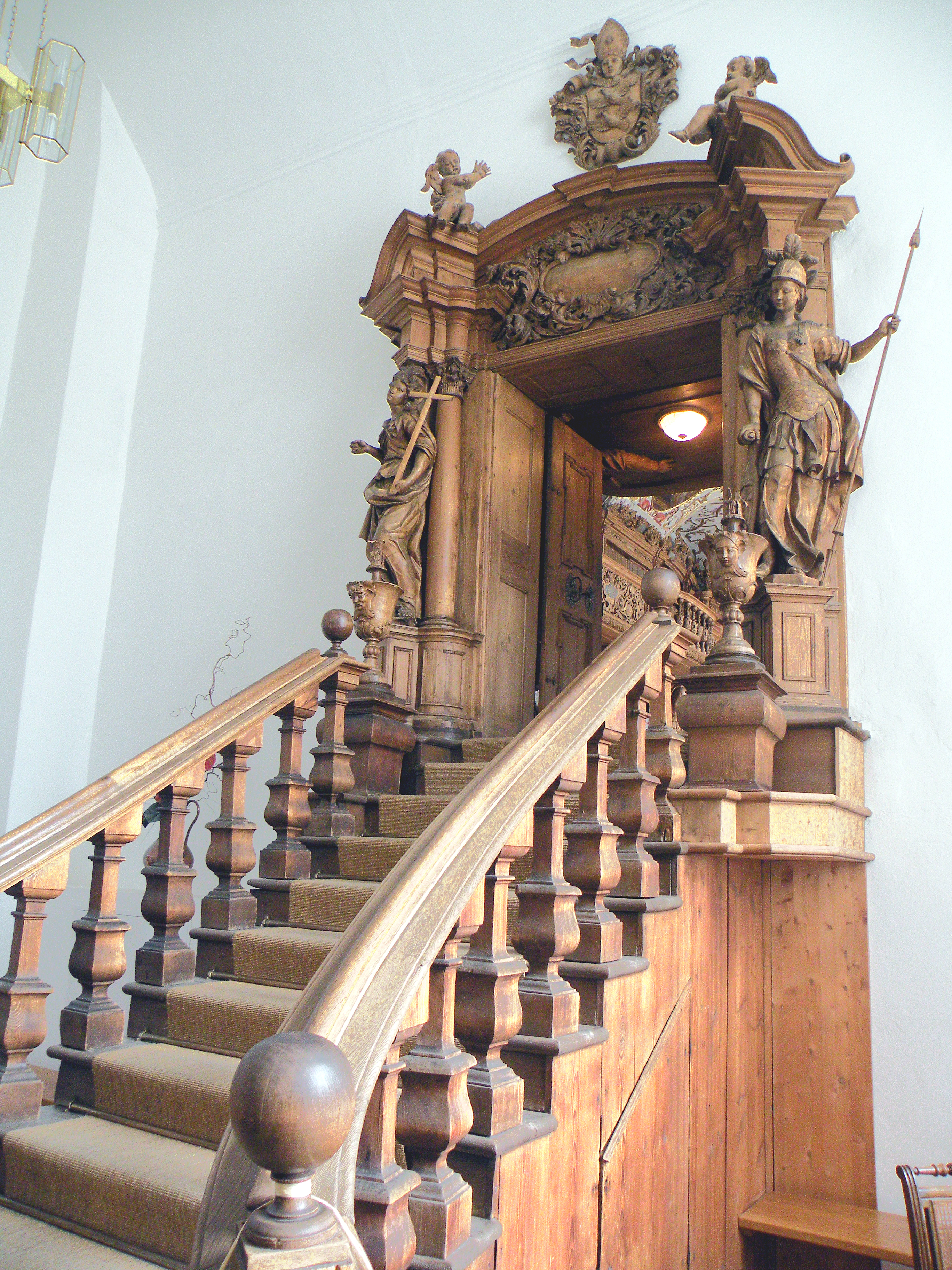
Лестница

После разорения монастыря гуситами, аббат Георг I (Georg I; 1495—1512) приступил к строительству нового здания конвента, в том числе и помещения для библиотеки. Но во время войны монастырь снова пострадал и при аббате Андреасе (Andreas; 1512—1592) работы были завершены.
Построена в 1726 году в переходном стиле от высокого барокко к рококо. Известность библиотеке принесли с большим искусством выполненные работы по дереву (липа), а именно полки, на которых размещено около 100 000 переплетённых в свиную кожу книг, содержащих, в основном, сочинения монахов в виде текстов молитв. Особенно известны десять фигур, выполненных в рост человека и аллегорически изображающих главные пороки с точки зрения монахов-бернардинцев, а именно: гнев, лень и глупость, оригинальничание без смысла, злорадное зубоскальство, хвастовство, агрессивное невежество, чванство, тщеславие, нездоровое любопытство и лицемерие.
Каппель
Рядом с Вальдзассеном Георг Динценхофер совместно с Авраамом Лойтнером по своим планам построил знаменитую Паломническую церковь иезуитов — «Капеллу (Каплицу) Святой Троицы» (Dreifaltigkeitskirche Kappl), считающуюся его шедевром (1685—1689). Это одно из самых уникальных церковных творений в Германии, расположено в седловине между Глазбергом и Дитценбергом на высоте 599 м над уровнем моря. В здании в стиле барокко, построенном между 1685 и 1689 годами по проекту Георга Динценхофера, божественная Троица изображена посредством архитектурного символа: план церкви имеет форму трифолия (трилистника). Во внешнем виде идея Святой Троицы выражена тремя башнями и тремя башенками с луковичными куполами. 

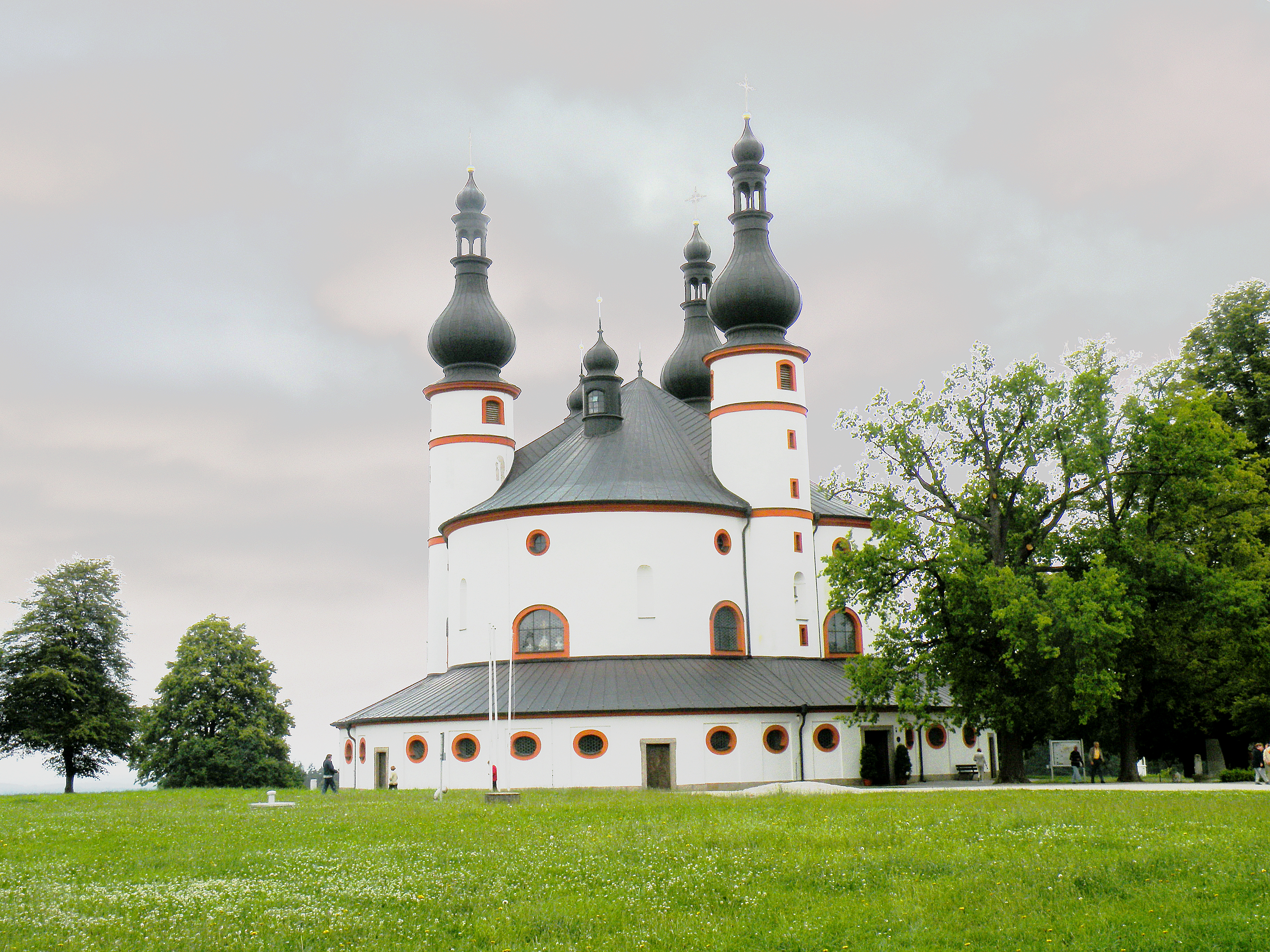
Паломническая церковь Святой Троицы (Dreifaltigkeitskirche Kappl). 1685—1689

### Монастырь Банц
Здание монастыря построено на вершине горы, возвышающейся над правым берегом Майна. Здание было начато постройкой архитектором Иоганном Леонардом Динценхофером в 1695 году. Затем в постройке принял участие и Бальтазар Нейман. Церковь монастыря была сооружена в 1710-1719 годах.

### Монастырь Хайльсбронна

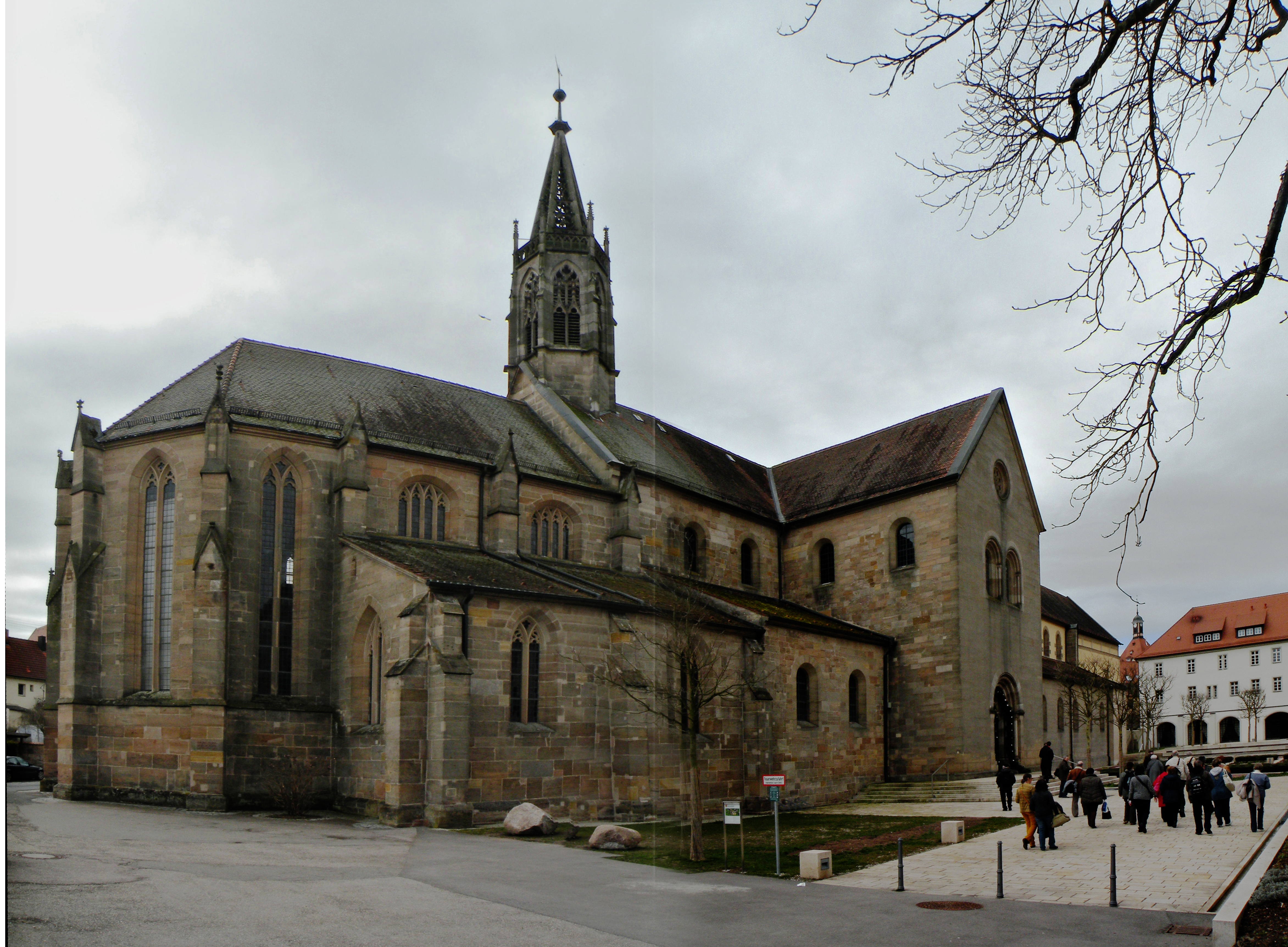
Мюнстер монастыря

Этот монастырь, расположенный в городе того же названия в 26 км от города Ансбаха, известен тем, что вплоть до 1625 года его мюнстер служил местом захоронения членов франконской ветви фамилии Гогенцоллернов.